# Танжело

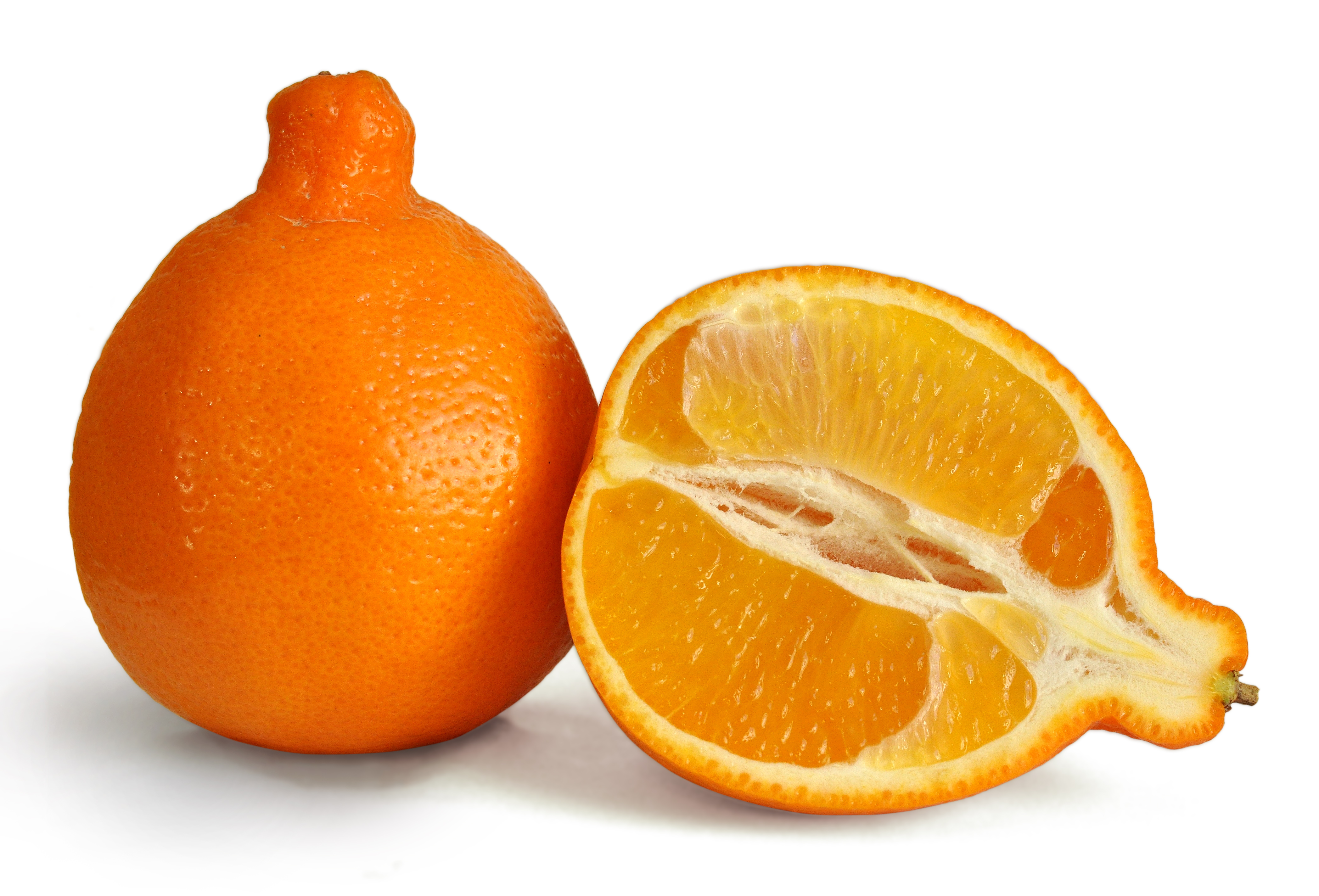
Танжело сорту Міннеола

Танжело (C. Reticulata x C. Paradisi) — цитрус, гібрид танжерина (одного з сортів мандарина) і грейпфрута (або іноді помело).
Фрукт має розмір апельсина або грейпфрута та характерний наріст біля плодоніжки. М'якіть кислувата на смак, від жовтого до помаранчевого кольору. Шкірка помаранчевого кольору, дуже легко знімається. Дерева досить великі, більш морозостійкі, ніж грейпфрут.
Гібрид отриманий в 1897 в Департаменті сільського господарства США.
Гібрид кілька широко відомих сортів.
Промислове вирощування зосереджене у Флориді, Ізраїлі, Туреччині.